# Martin Andersson (ur. 1981)
Martin Andersson (ur. 16 stycznia 1981) – szwedzki piłkarz występujący na pozycji obrońcy. 
Ma na koncie dziesięć występów w reprezentacji Szwecji U-21.
W swojej karierze rozegrał 197 spotkań i zdobył cztery bramki w Allsvenskan.

## Sukcesy
IF Elfsborg
- mistrz Szwecji: 2006
- wicemistrz Szwecji: 2008
- zdobywca Pucharu Szwecji: 2001, 2003
- zdobywca Superpucharu Szwecji: 2007